# Yerba mala nunca muere
Yerba mala nunca muere es el segundo álbum de estudio de la banda argentina de heavy metal O'Connor, publicado en 2000 por Fogón. El álbum marcó un sonido nuevo de la banda con respecto al álbum anterior, Hay un lugar. Es el único álbum de la banda en contar con el baterista Christian Vai y el primero en contar con el guitarrista Alejandro Cota. Además cuenta con Adrián Dárgelos ("Corta Vida") y Mariano Martínez ("El Humo de la Verdad") como invitados.

## Lista de canciones
| N.º   | Título                   | Duración |  |
| 1.    | «Caníbal»                | 3:51     |  |
| 2.    | «Inservible por decreto» | 5:34     |  |
| 3.    | «La gran 7»              | 3:50     |  |
| 4.    | «Corta vida»             | 4:51     |  |
| 5.    | «Hasta dónde quieren ir» | 6:03     |  |
| 6.    | «Atrapado en la red»     | 5:40     |  |
| 7.    | «El humo de la verdad»   | 5:19     |  |
| 8.    | «Arruinándolo todo»      | 4:58     |  |
| 9.    | «La sopa del diablo»     | 4:44     |  |
| 10.   | «El cuetazo del cabrón»  | 4:30     |  |
| 11.   | «Imbécil reporte»        | 5:15     |  |
| 54:35 |                          |          |  |

## Créditos
O'Connor
- Claudio O'Connor - voz
- Alejandro Cota - guitarra
- Hernán García - bajo
- Christian Vai - batería

Músicos invitados
- Adrián Dárgelos - voz (Fragmentos en «Corta vida»)
- Mariano Martínez - guitarra en «El humo de la verdad»
- Guillermo Galazzi - chelo en «Atrapado en la red»

Producción
- Ariel Malizia - grabación, mezcla y masterización
- Ricardo Zárate - asistente de grabación
- Alejandra García - arte de tapa
- Andrés Vignolo - mánager